# Jerzwałd (gromada)
Jerzwałd – dawna gromada, czyli najmniejsza jednostka podziału terytorialnego Polskiej Rzeczypospolitej Ludowej w latach 1954–1972.
Gromady, z gromadzkimi radami narodowymi (GRN) jako organami władzy najniższego stopnia na wsi, funkcjonowały od reformy reorganizującej administrację wiejską przeprowadzonej jesienią 1954 do momentu ich zniesienia z dniem 1 stycznia 1973, tym samym wypierając organizację gminną w latach 1954–1972.
Gromadę Jerzwałd z siedzibą GRN w Jerzwałdzie utworzono – jako jedną z 8759 gromad na obszarze Polski – w powiecie morąskim w woj. olsztyńskim na mocy uchwały nr 17 WRN w Olsztynie z dnia 4 października 1954. W skład jednostki weszły obszary dotychczasowych gromad Jerzwałd i Siemiany oraz miejscowość Rucewo z dotychczasowej gromady Rucewo ze zniesionej gminy Zalewo, a także miejscowość Bądze z dotychczasowej gromady Mortąg ze zniesionej gminy Stary Dzierzgoń, w tymże powiecie. Dla gromady ustalono 9 członków gromadzkiej rady narodowej.
Gromadę zniesiono 31 grudnia 1961, a jej obszar włączono do gromad Zalewo (wsie Jerzwałd, Siemiany i Rucewo, osadę Likszany oraz leśniczówki Nowe Swale, Stare Swale, Spędziny i Piec) i Stary Dzierzgoń (wieś Bądze) w tymże powiecie.